# 胡格利-钦苏拉
胡格利-钦苏拉（Hugli-Chinsurah），是印度西孟加拉邦胡格利县的一个城镇。总人口170201（2001年）。

## 人口
该地2001年总人口170201人，其中男性86728人，女性83473人；0—6岁人口13751人，其中男7064人，女6687人；识字率80.73%，其中男性为84.36%，女性为76.96%。